# 산후안주 (아르헨티나)

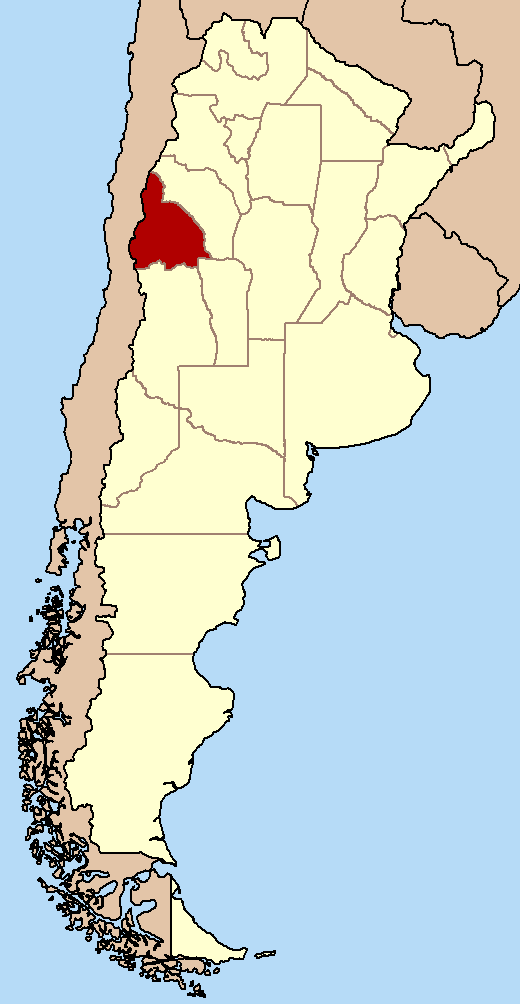
산후안 주

산후안주(Provincia de San Juan)은 아르헨티나의 주로, 국토 서부에 자리 잡고 있다. 인접주로는 북쪽부터 시계 방향으로 라리오하주, 산루이스주, 멘도사주가 있다. 서쪽으로 칠레와 국경을 맞대고 있다. 19개 군을 관할한다.
산후안 주의 면적은 89,651 제곱킬로미터로, 이 지역은 식생이 적은 산지와 비옥한 오아시스, 산맥의 얼음이 녹아 급류가 흐르는 강, 산맥과 거대한 광산과 고생물이 특징이다.

## 지리
이 지방은 89,651 km2의 면적을 가지고 있으며, 식물이 부족하고 비옥한 오아시스와 난류의 강이 있는 산악 지역을 덮고 있다. 전체 주에 걸쳐 중요한 고생물학적 유적지가 있다. 아르헨티나의 다른 지역과 마찬가지로 농업은 가장 중요한 경제 활동 중 하나이며, 포도주 생산과 올리브유를 생산한다. 또한 안데스산맥과 가까운 서쪽 지역의 인공 수로로 관개된 비옥한 계곡에서 다양한 과일과 채소가 생산된다. 이곳은 전국적인 수준과 남미에서 와인 생산량이 두 번째로 많은 주이며, 뛰어난 다양한 와인을 보유하고 있다. 또한 광업과 석유 생산의 중요한 중심지이기도 하다. 이 주는 대륙 반사막 쿠요 지방의 일부이다. 건조한 평원은 동쪽에서 시작하여 중간에 몇 개의 낮은 언덕이 있고 서쪽으로 향하는 6,000m 높이의 산봉우리로 빠르게 변한다. 두 지역 모두 건조하고 뜨거운 존다(일종의 hn바람)의 영향을 받는다. 대부분의 강수량은 여름에 발생하며, 종종 전기 폭풍으로 발생한다. 뜨거운 바람은 점토가 풍부한 붉은 토양을 팜파 델 레온시토(Reserva Natural Estricta El Leoncito)와 발레 데 라 루나(Palle de la Luna)로 2억 년 전의 지질학적 형성으로 모델링했다. 야찰 강과 산후안 강은 데사과데로 강 시스템의 일부인 비옥한 계곡의 원천이자 주의 경제의 중심이다. 산후안 강은 남동쪽의 화나카 고원(때로는 과나카슈)에서 끝난다. 산후안 지방의 안데스산맥은 건조 안데스 기후 지방에 속한다. 영구 동토층은 안데스산맥에 3,000 ml 이상 널리 분포하며 암석 빙하는 흔하다. 이 지방의 북부는 콜랑귀일 바솔리스의 관입암과 이글레시아 분지로 알려진 거대한 퇴적 분지를 모두 포함하고 있다. 이 분지 안에는 온천이 있다.

주기
주 문장